# ديفيد كالفر
ديفيد كالفر هو رائد أعمال كندي، ولد في 5 ديسمبر 1924 في وينيبيغ في كندا، وتوفي في 6 فبراير 2017 في ويسماونت في كندا.